# Chancho en Piedra
Chancho en Piedra est un groupe chilien de funk rock et rock expérimental, originaire de Santiago.

## Histoire
Le groupe est formé en 1994 par Eduardo Lalo Ibeas, Pablo Ilabaca, Leonardo Toño Corvalán et Felipe Ilabaca. En 2018, Cristian C-Funk Moraga, guitariste de Los Tetas, remplacera Pablo après son départ du groupe, ce qui constituera le seul changement de line-up dans l'histoire du groupe.
Le groupe, originaire de La Cisterna, une commune de la capitale Santiago, se consolide comme l'un des groupes de rock chilien les plus importants, grâce à un mélange de deux facteurs : d'une part, leur proposition musicale particulière, où leurs paroles amusantes dépeignent et se nourrissent des expressions chiliennes, de la malice et de l'imaginaire urbain populaire ; d'autre part, leur professionnalisme, qui est enregistré dans le documentaire Chancho en Piedra : 12 horas ; 16 años en escena de Pato Pimienta, sorti en 2012, et Hellen Cáceres, qui montre le travail effectué par Chancho en Piedra pour préparer leur concert marathon 7 al hilo en 2010.
Le groupe remporte le prix Altazor en 2005 pour Chancho 6. Chancho en Piedra fait partie du collectif Cantata Rock en 2007, avec Pato Pimienta et des musiciens de Quilapayún et Inti-Illimani Histórico pour recréer la Cantata de Santa María de Iquique cent ans après le massacre,. Ils participent également à des événements en faveur de causes sociales telles que le Teletón et Canto por Chile.
En 2023, après 29 ans d'activité, le groupe annonce une pause d'une durée indéterminée afin de se concentrer sur ses projets personnels. La nouvelle a été accompagnée de l'annonce de la tournée Voy y vuelvo : El show final, qui parcourt tout le pays pour se terminer au Movistar Arena Santiago à Santiago le 16 juillet 2023.